# Fritz Zwicky
Fritz Zwicky (Varna, Bulgarije, 14 februari 1898 – Pasadena, 8 februari 1974) was een Zwitsers fysicus en astronoom.

## Biografie
Zwicky was de zoon van Fridolin Zwicky (1868-1944), een in Bulgarije werkzame Zwitserse handelaar. Van 1908 tot 1933 diende zijn vader ook als Noors ambasseur in Varna. Zijn moeder Franziska Wreck (1871-1927) was een etnische Tsjech uit het Oostenrijk-Hongaarse Keizerrijk. In 1904, op zesjarige leeftijd, werd Fritz naar zijn grootouders in het Zwitserse Glarus gestuurd met de bedoeling om daar, net als zijn vader, een economische opleiding te volgen. Zijn aandacht verschoof echter richting de wetenschap. 
Vanaf 1917 studeerde hij wis- en natuurkunde aan de Eidgenössische Technische Hochschule (ETH) te Zürich. Zijn leermeesters aldaar waren onder andere Peter Debye en Auguste Piccard. In 1925 promoveerde hij op het proefschrift Die Reissfestigkeit von Steinsalz-Einkristallen bei unterschiedlichen Temperaturen. Voorzien van een Rockefeller-studiebeurs emigreerde Zwicky kort na zijn promotie naar de Verenigde Staten. Hij was door Robert Millikan gevraagd om naar het California Institute of Technology (Caltech) te komen, waar hij tot aan zijn pensionering in 1963 aanbleef. Aan Caltech werd hij in 1942 de eerste hoogleraar in de astrofysica.
In april 1932 trad Zwicky in het huwelijk met Dorothy Vernon Gates, de dochter van senator Egbert Gates. Negen jaar later, in 1941, werd het huwelijk vriendschappelijk ontbonden. In 1947 hertrouwde hij in Zwitserland met Anna Margaritha Zürcker. Uit dit huwelijk werden drie dochters geboren, Margarit, Franziska en Barbarine. 
Zwicky overleed op 76-jarige leeftijd in Pasadena en werd begraven in Mollis, Zwitserland.

## Onderzoek

### Supernovae
Naar aanleiding van de uitzonderlijk heldere nova in de Andromedanevel die in 1885 werd ontdekt ging Zwicky op zoek naar meer van dergelijke superheldere novae. Deze supernova (S Andromedae genaamd) was op absolute schaal 20 miljard maal helderder dan de zon. Samen met zijn collega Walter Baade zette hij bij het Palomar-observatorium, nabij San Diego, een onderzoeksprogramma op. Hij begon in 1934 en vond in vier jaar tijd twaalf van die supernovae in de cluster van sterrenstelsels in sterrenbeeld Virgo.
Datzelfde jaar, 1934, verklaarden Zwicky en Baade een supernova als een explosie van een normale ster, die instort tot een neutronenster en daarbij grote hoeveelheden gas en straling uitstoot. Het grootste deel van kosmische straling zou volgens hun afkomstig zijn van supernovae. Het idee dat van een supernova een neutronenster overbleef werd aanvankelijk uiterst sceptisch ontvangen (het neutron was pas een jaar tevoren door James Chadwick ontdekt). Pas in 1967 ontdekten Antony Hewish en Jocelyn Bell de eerste pulsar, een snel ronddraaiende neutronenster.
Zwicky ontdekte dat supernovae erg helder waren, omdat de Virgocluster zo ver weg stond. Al zijn ontdekte supernovae waren in die sterrenstelsels opgevlamd, en niet toevallig in dezelfde richting veel dichterbij (zoals men eerst dacht met S Andromedae).

### Morfologisch overzicht
Hij bedacht de ontwerpmethode van de Morphological Analysis (Morfologisch overzicht).

### Donkere materie
In 1933 bestudeerde Zwicky de Comacluster, een cluster van 10.000 sterrenstelsels die om een gemeenschappelijk zwaartepunt bewegen. Door de bewegingen van de stelsels in het cluster te bestuderen kon hij meten hoeveel massa de cluster bevatte. Dezelfde massa mat hij ook aan de hand van de hoeveelheid licht die er van de cluster afkomstig was. Uit het feit dat de massa gemeten aan de hand van de bewegingen veel groter was dan de massa gemeten aan de hand van de hoeveelheid licht, concludeerde Zwicky dat er zich veel meer massa in de cluster bevond dan men tot nu toe gedacht had. Deze ontbrekende massa was niet te zien en dus donker, vandaar dat hij deze materie donkere materie noemde. Tot op de dag van vandaag is men er niet achter waaruit deze donkere materie precies bestaat.